# Popratnica
Popratnica (cyr. Попратница) – wieś w Czarnogórze, w gminie Bar. W 2011 roku liczyła 11 mieszkańców.